# Matei Ghica
Matei Ghica (... – 1760) è stato un nobile rumeno.
Figlio di Grigore II Ghica, fu gospodaro di Valacchia dal 1752 al 1753 e di Moldavia dal 1753 al 1756.